# Natalia Andreïtchenko
Natalia Edouardovna Andreïtchenko (en russe : Наталья Эдуардовна Андрейченко) est une actrice soviétique et russe, née le 3 mai 1956 à Moscou, en Union soviétique. Elle était mariée à l'acteur Maximilian Schell (mort le 1er février 2014).

## Filmographie
- 1977 : La Steppe (Степь) de Sergueï Bondartchouk : jeune femme
- 1979 : Sibériade (Сибириада) de Andreï Kontchalovski : Anastasya Solomina
- 1983 : Mary Poppins, au revoir (Мэри Поппинс, до свидания) de Leonid Kvinikhidze : Mary Poppins
- 1986 : Pierre le Grand de Marvin J. Chomsky: la tsarine Eudoxie Lopoukhine
- 1993 : Candles in the Dark, de Maximilian Schell (TV) : Marta Velliste
- 1999 : Huit Dollars et demi (Восемь с половиной долларов) de Grigori Konstantinopolski
- 2006 : Le Don paisible (Quiet Flows the Don, mini-série) de Sergueï Bondartchouk : Daria Melekhova